# 萨尔路易
萨尔路易（德語：Saarlouis，發音：[ˌzaːɐ̯luˈiː] ⓘ，發音：[saʁlwi]；萨尔兰方言：Saarlui）是德国萨尔兰州萨尔路易县的城市，也是萨尔路易县的县治，位于萨尔河畔，面积43.3平方千米，2023年12月31日人口为34,893人。

## 图集

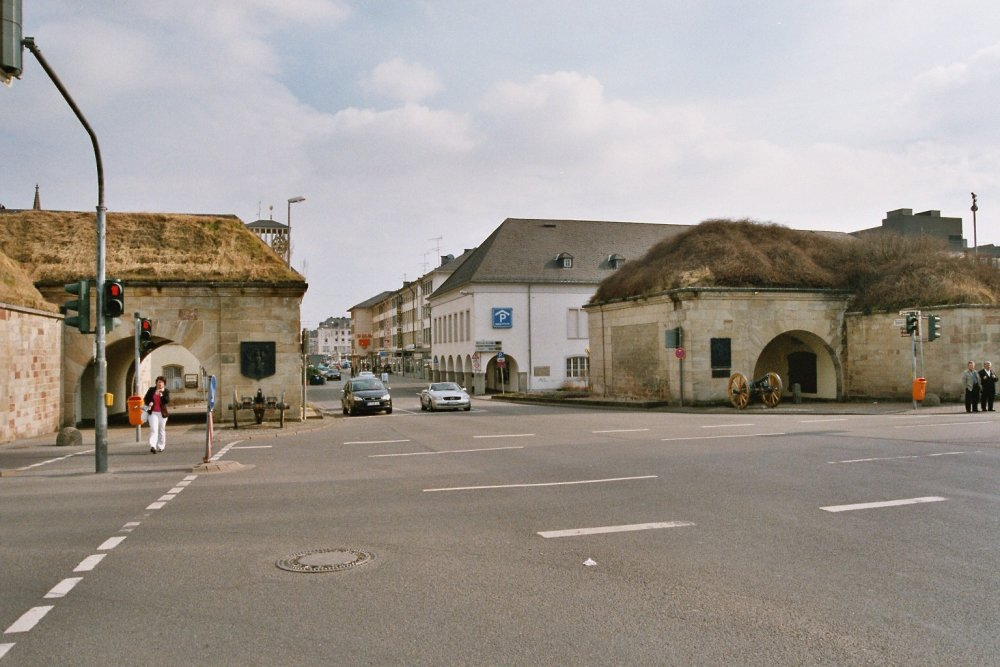
德意志门 （Deutsches Tor）
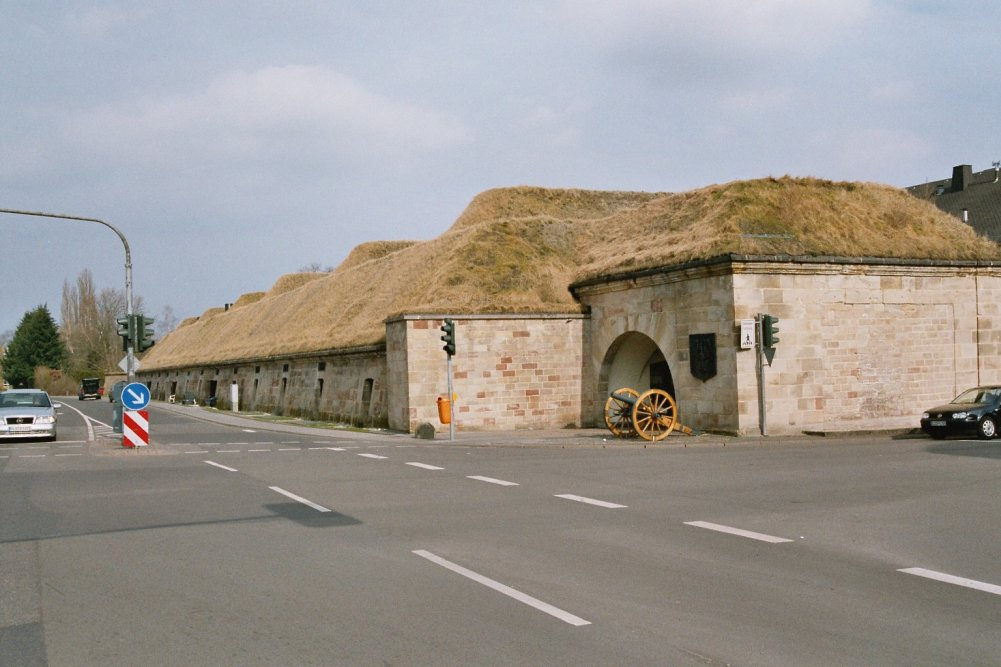
炮台 （Kasematten）
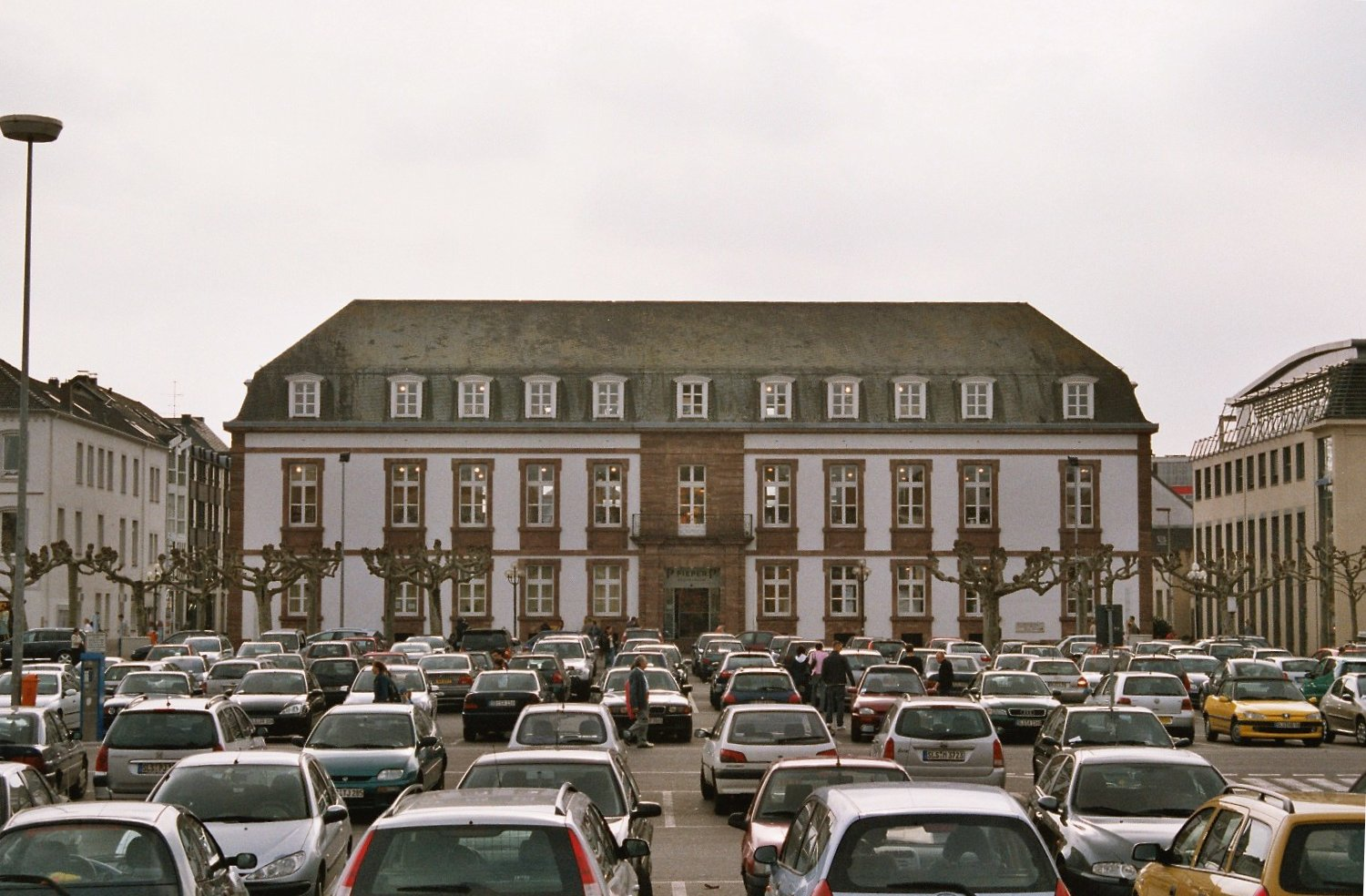
指揮官辦公室和「大市場」 （Großer Markt）
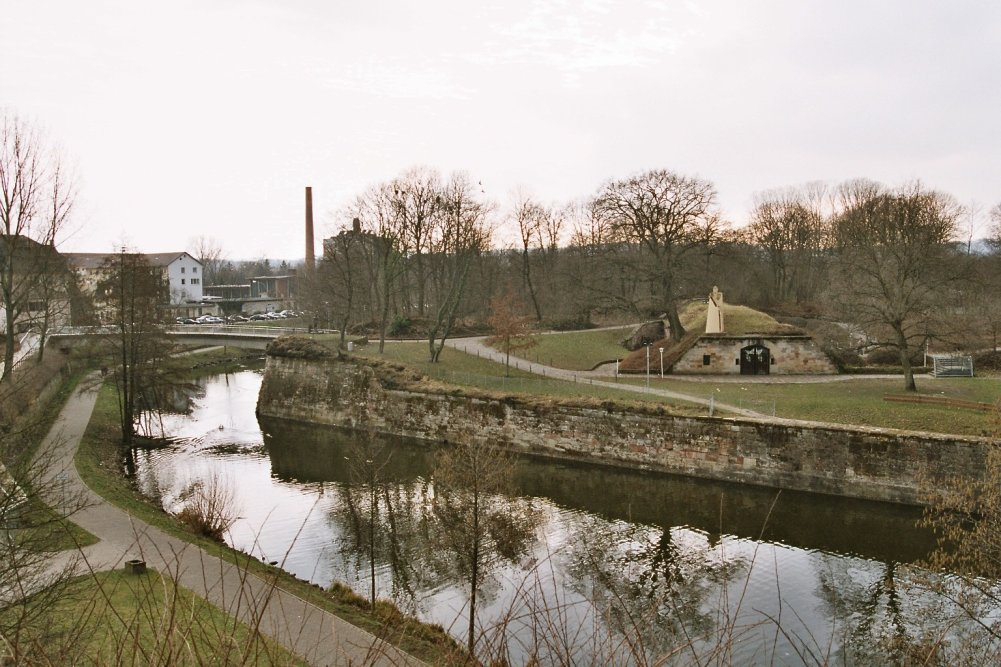
沃邦岛（Vauban-Insel）和米歇爾·內伊紀念館
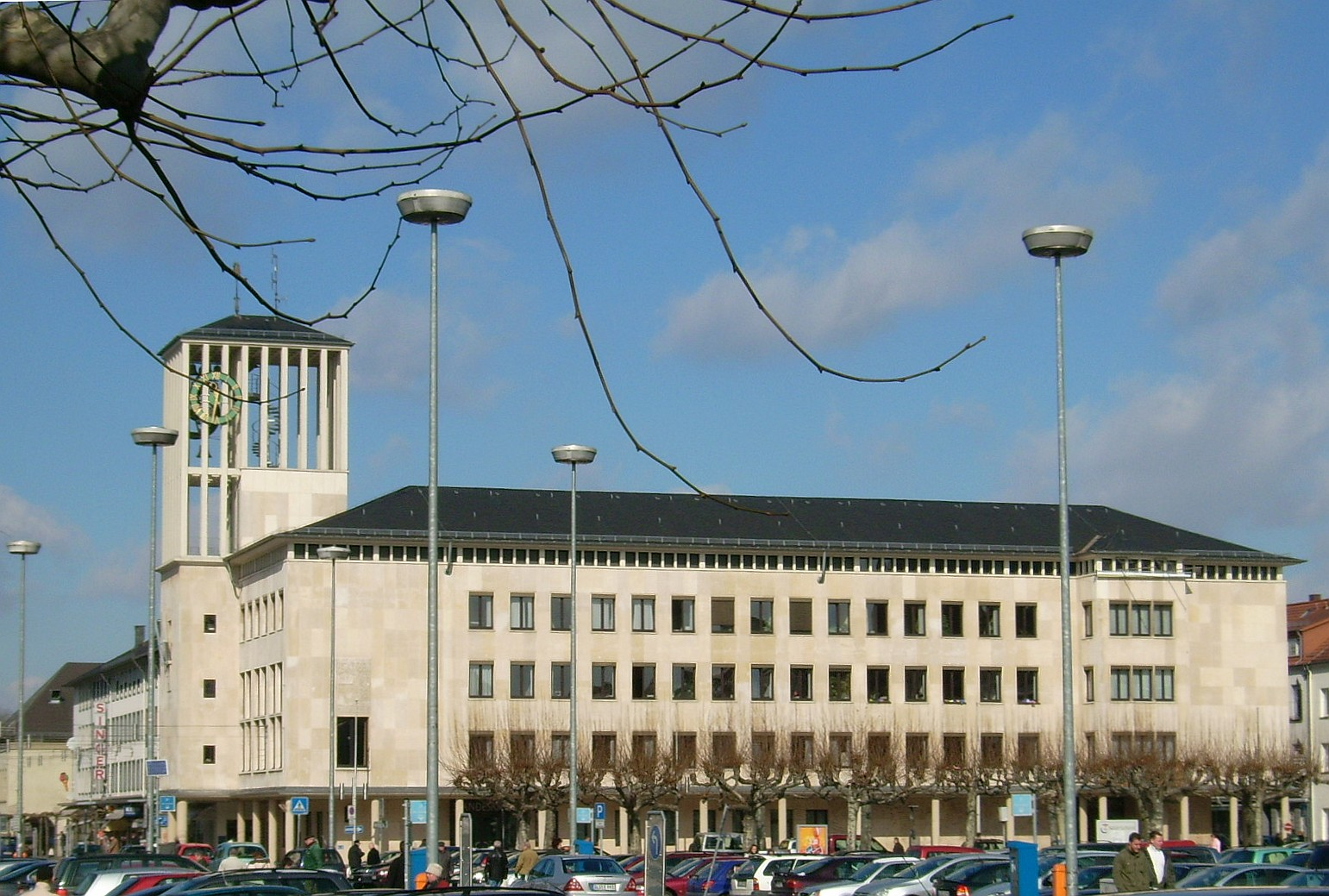
市鎮大樓
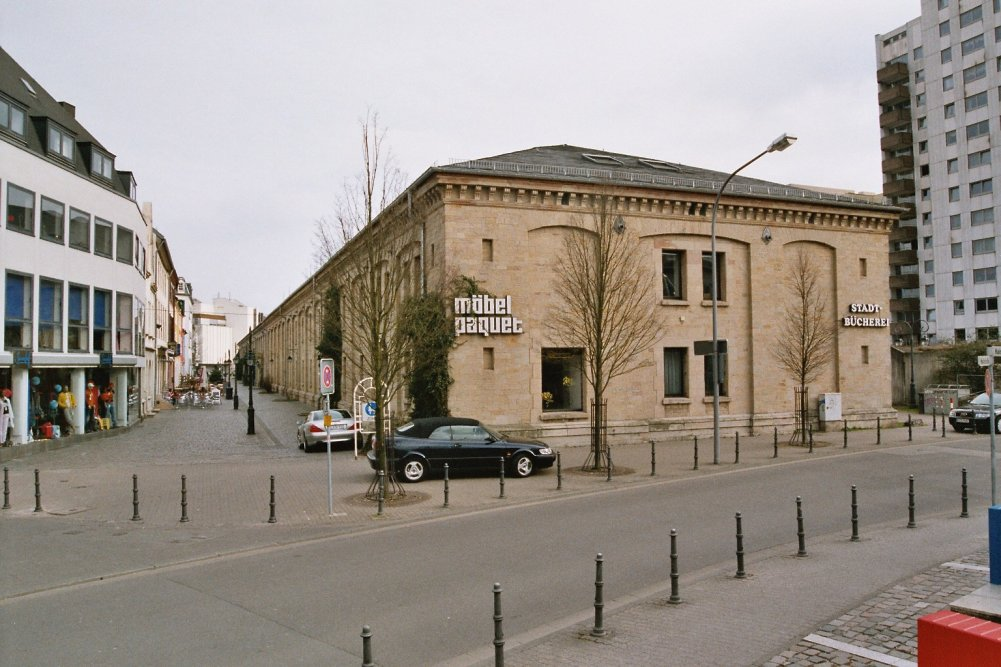
第六號兵營 （Kaserne No. VI） 現變為圖書館和博物館
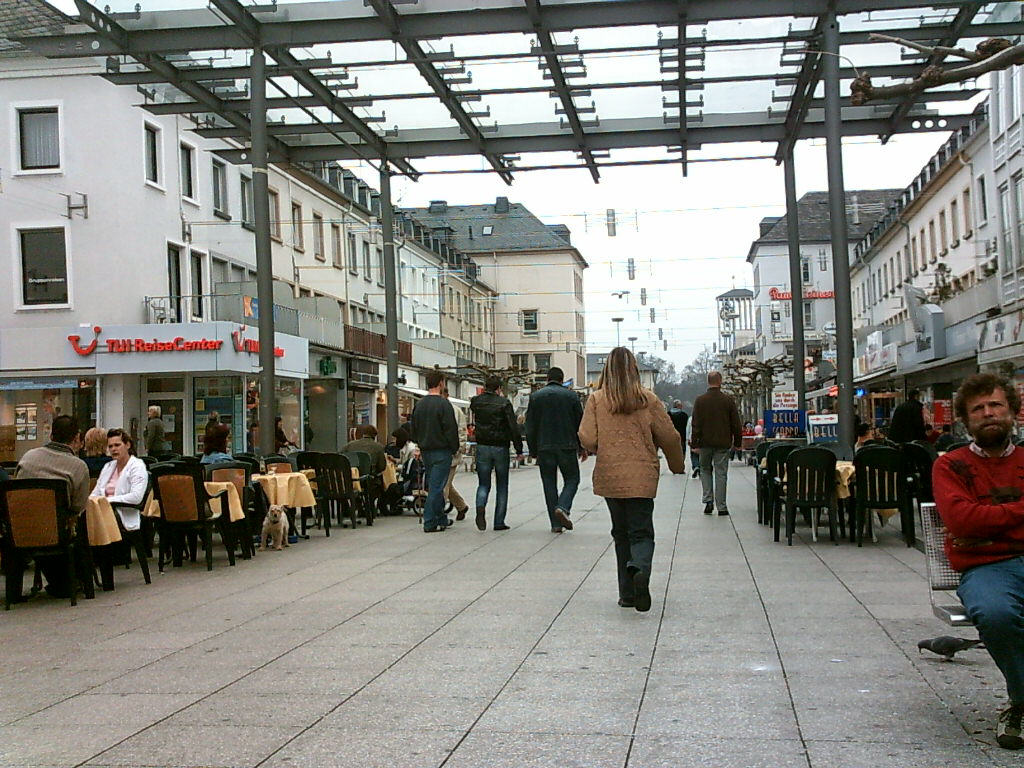
法國街 （Französische Straße）
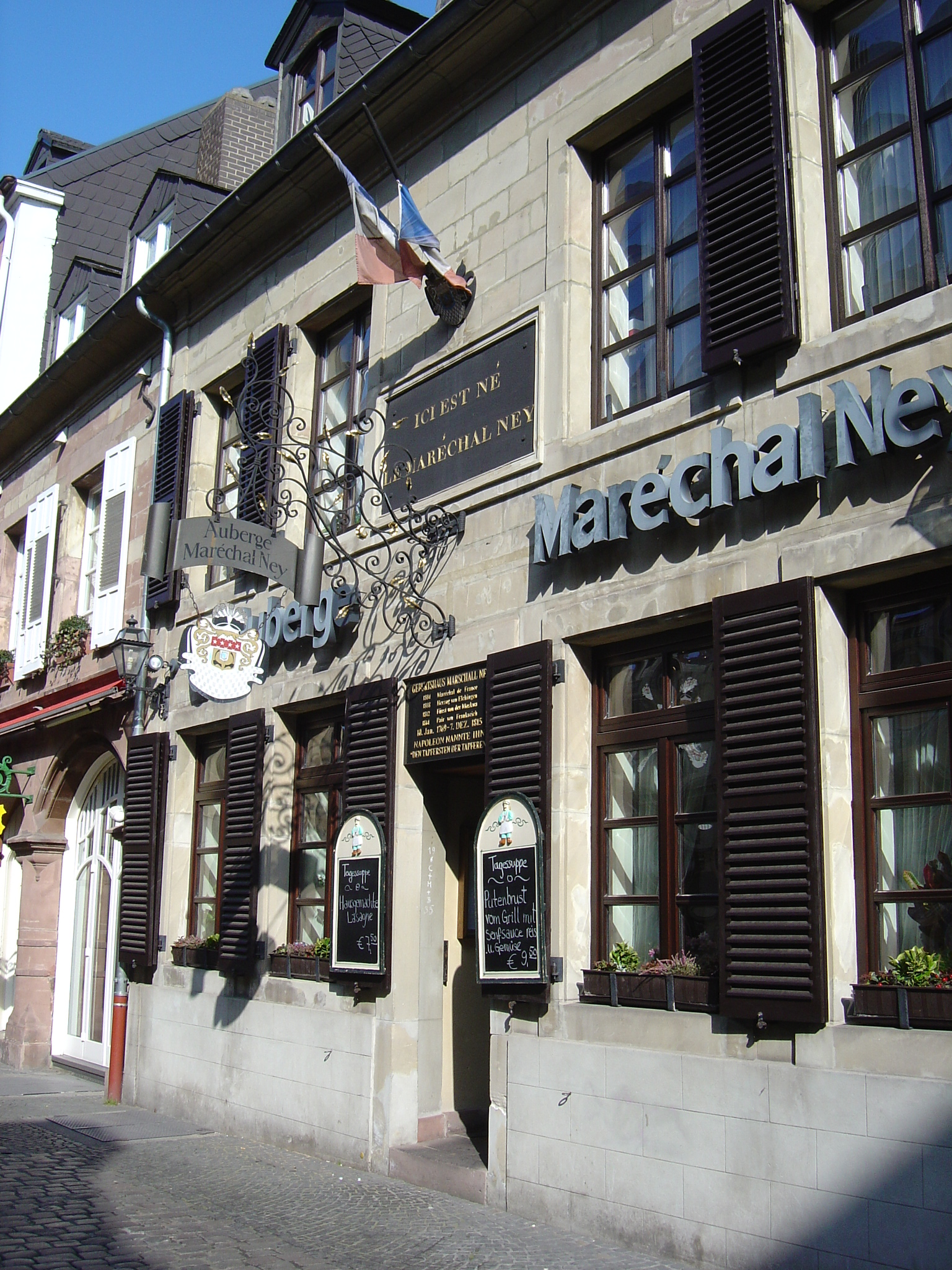
米歇爾·內伊的出生地，現為意式餐廳
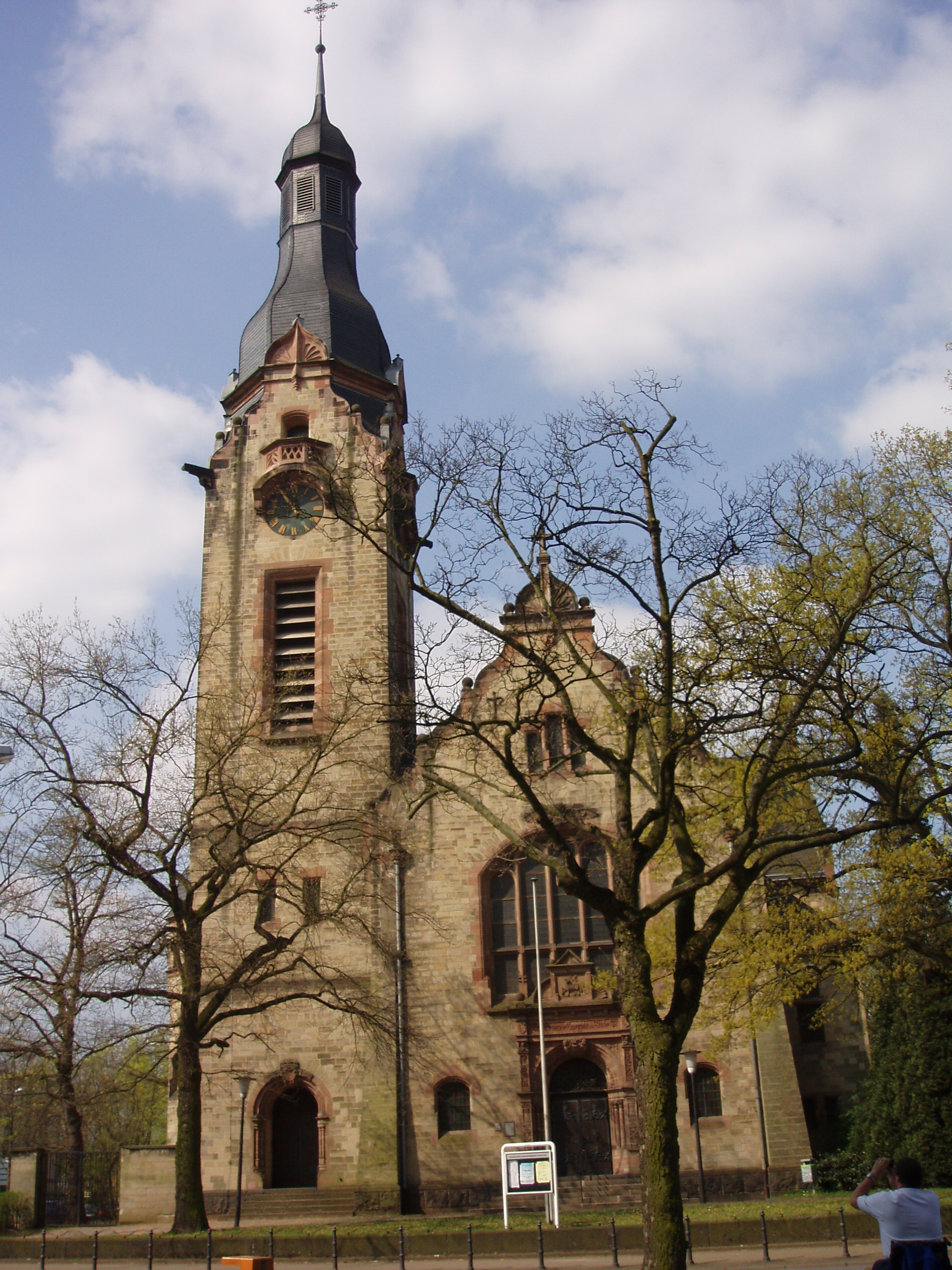
新教教堂
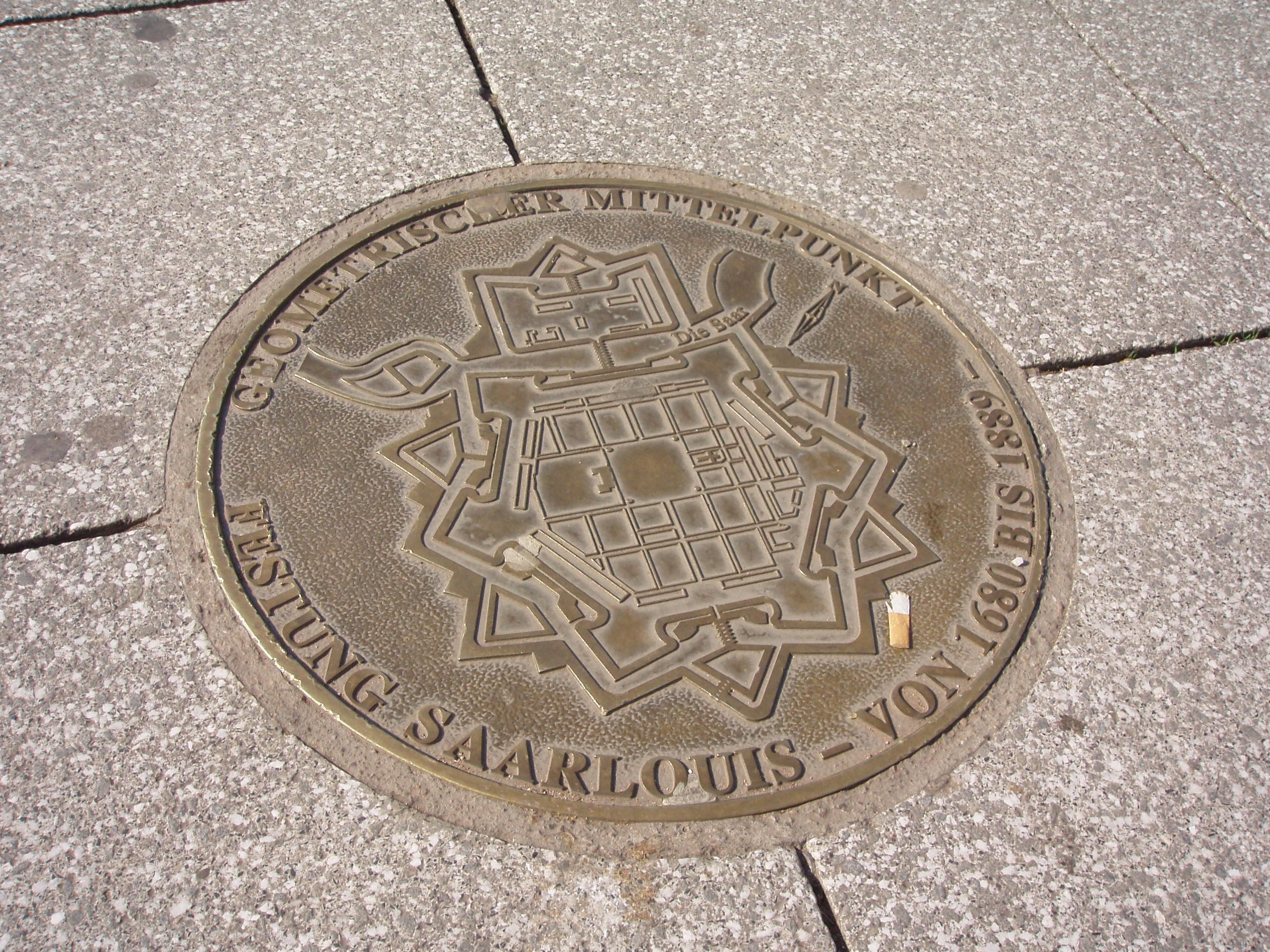
地理中心